# Sciades parkeri
Sciades parkeri är en fiskart som först beskrevs av Traill 1832.  Sciades parkeri ingår i släktet Sciades och familjen Ariidae. IUCN kategoriserar arten globalt som nära hotad. Inga underarter finns listade i Catalogue of Life.